# ماهارا (استان شرقی)
ماهارا (به لاتین: Mahara) یک منطقهٔ مسکونی در سری‌لانکا است که در استان مرکزی (سری‌لانکا) واقع شده‌است.